# Санкуэн (кантон)
Санкуэ́н (фр. Sancoins) — кантон во Франции, находится в регионе Центр, департамент Шер. Входит в состав округа Сент-Аман-Монтрон.
Код INSEE кантона — 1826. Всего в кантон Санкуэн входят 11 коммун, из них главной коммуной является Санкуэн.

## Коммуны кантона
| Коммуна             | Население, чел. (1999) | Почтовый индекс | Код INSEE |
| ------------------- | ---------------------- | --------------- | --------- |
| Веро                | 159                    | 18600           | 18275     |
| Гроссувр            | 238                    | 18600           | 18106     |
| Живардон            | 291                    | 18600           | 18102     |
| Морне-сюр-Алье      | 440                    | 18600           | 18155     |
| Нёви-ле-Барруа      | 153                    | 18600           | 18164     |
| Нёйи-ан-Дён         | 258                    | 18600           | 18161     |
| Ожи-сюр-Обуа        | 294                    | 18600           | 18017     |
| Сагон               | 221                    | 18600           | 18195     |
| Санкуэн             | 3 562                  | 18600           | 18242     |
| Сент-Эньян-де-Нуайе | 79                     | 18600           | 18196     |
| Шомон               | 49                     | 18350           | 18060     |

## Население
Население кантона на 1999 год составляло 5 744 человека.
| 1962  | 1968  | 1975  | 1982  | 1990  | 1999  | 2006 | 2007 |
| ----- | ----- | ----- | ----- | ----- | ----- | ---- | ---- |
| 6 291 | 6 544 | 6 253 | 6 171 | 5 878 | 5 744 | -    | -    |